# Euplassa occidentalis
Euplassa occidentalis es una especie de árbol perteneciente a la familia de las proteáceas. Es endémica de Ecuador.  
Un árbol endémico de Ecuador, donde se ha recogido en tres subpoblaciones de ambos lados de los Andes. La subpoblación única costera fue recogido por A. Hitchcock en 1923, cerca de Zaruma, Portovelo y entre El Tambo. Una subpoblación del Amazonas que se encuentra en la ladera sur del Volcán Guagua Sumaco, cerca de Challuayacu y, probablemente, en el interior del Parque nacional Sumaco Napo-Galeras, y el otro se encuentra en Provincia de Zamora Chinchipe, cerca de Jamboe Bajo, cerca de la frontera oriental del Parque nacional Podocarpus. La especie se corta para hacer madera. 

## Taxonomía
Euplassa occidentalis fue descrita por Ivan Murray Johnston y publicado en Contributions from the Gray Herbarium of Harvard University 73: 41. 1924.